# Лиска звичайна
Лиска звичайна (Fulica atra) — невеликий водоплавний птах родини пастушкових.

## Поширення, статус
Лиска поширена на великій території Євразії, Північної Африки і Австралії. В Україні гніздовий, перелітний, зимуючий птах. Гніздиться на всій території, крім Карпат; мігрує скрізь; регулярно зимує на Закарпатті та на півдні, інколи трапляється взимку на водоймах в глибині суходолу.

## Зовнішній вигляд
Певною прикметою лиски є білий дзьоб і біла шкіряста бляшка на лобі. Лише на південному заході Іспанії і в Марокко можна зустріти інший схожий вид лисок — чубату лиску (Fulica cristata), у якої поверх бляшки є дві червоні шкірясті кульки. У лиски американської бляшка над дзьобом темночервона. Велику частину часу лиска проводить на воді, чим відрізняється від інших пастушкових. Самця можна відрізнити від самки тільки за характерними глухуватим криком. Самець видає коротке і беззвучне «тсск», що нагадує звук відкривання пляшки шампанського. Зате голосиста самка дає про себе знати скрипучим «к'ю».

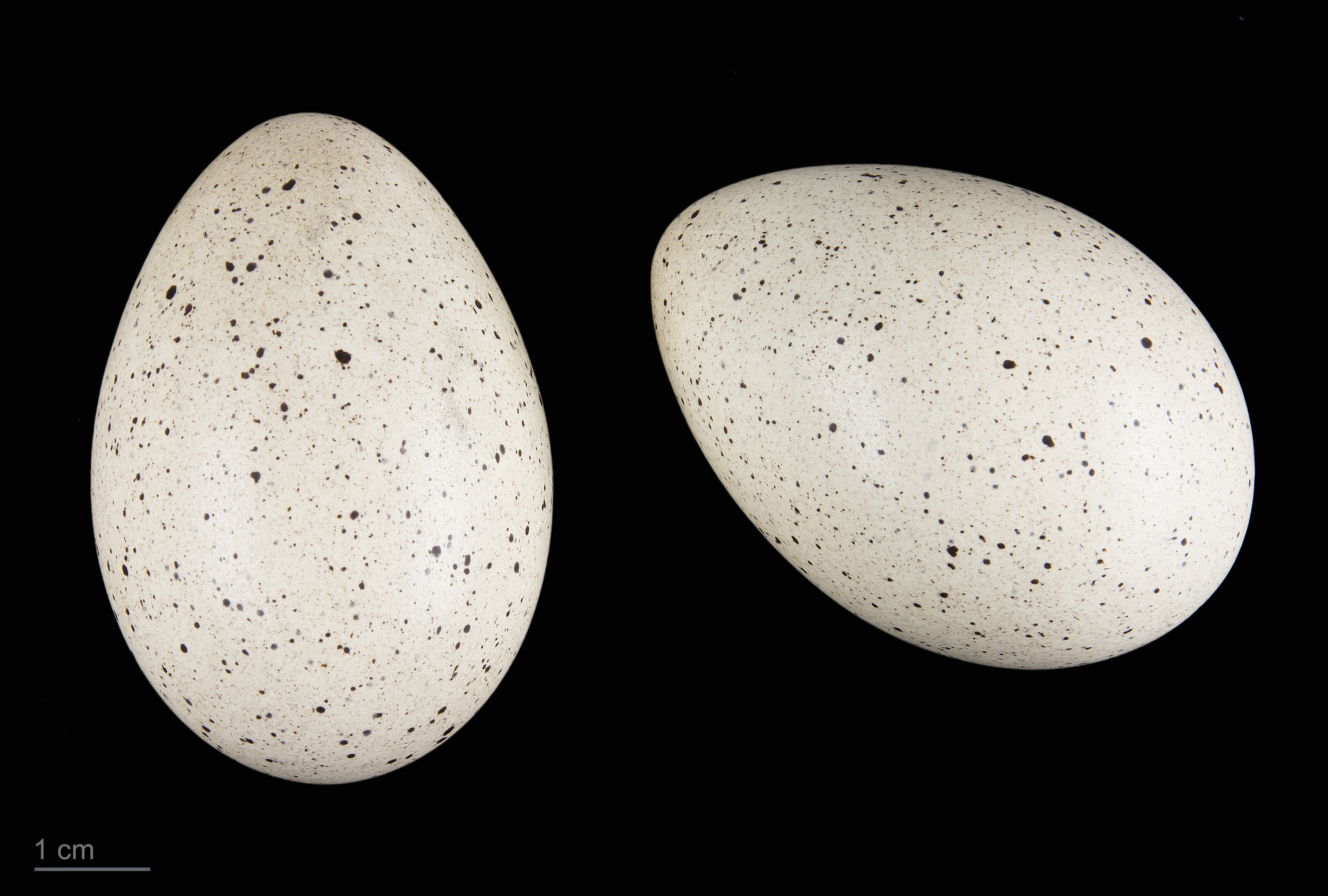
Яйця лиски
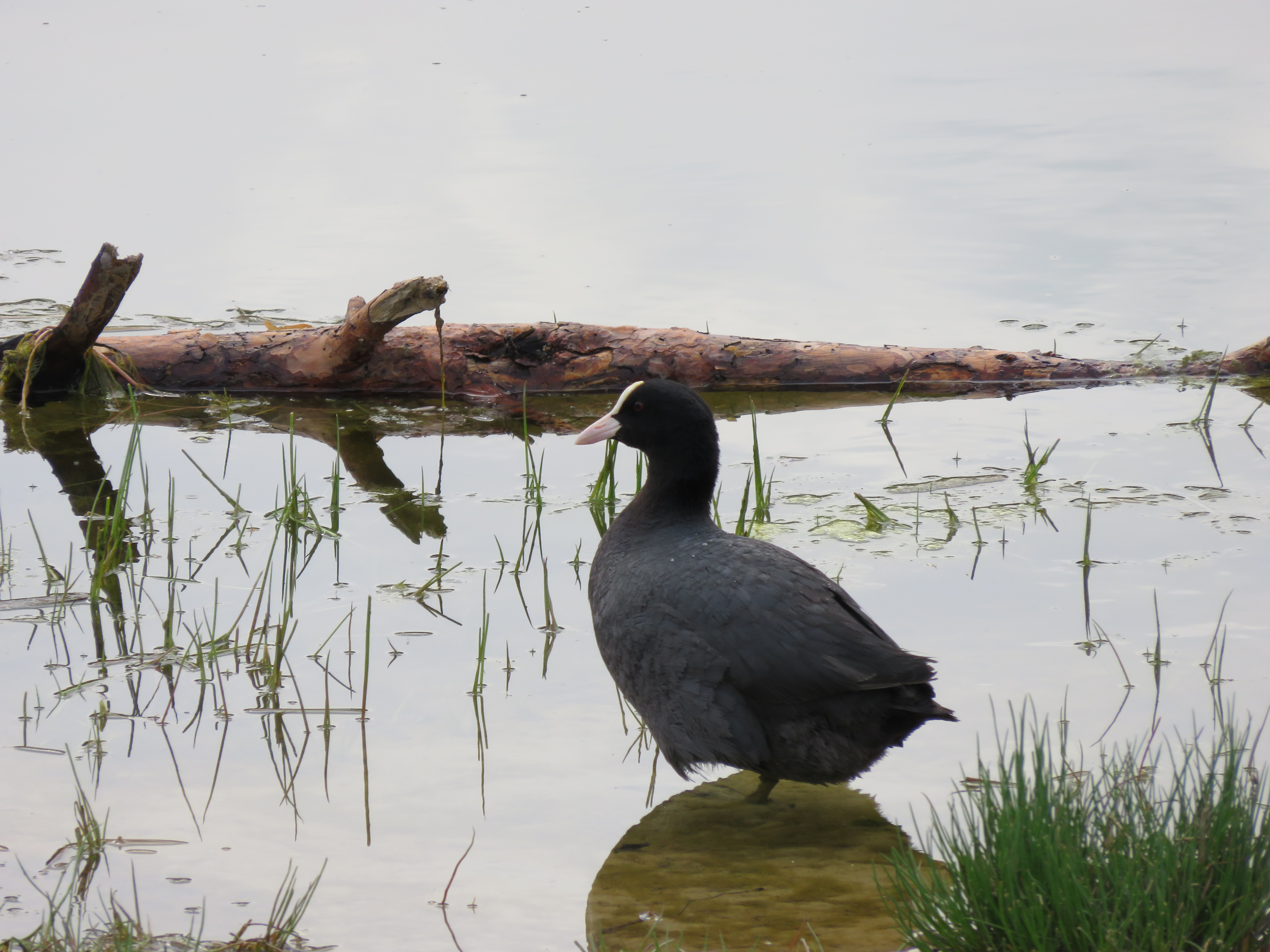
Лиска у парку Партизанської слави у Києві, 2016 рік
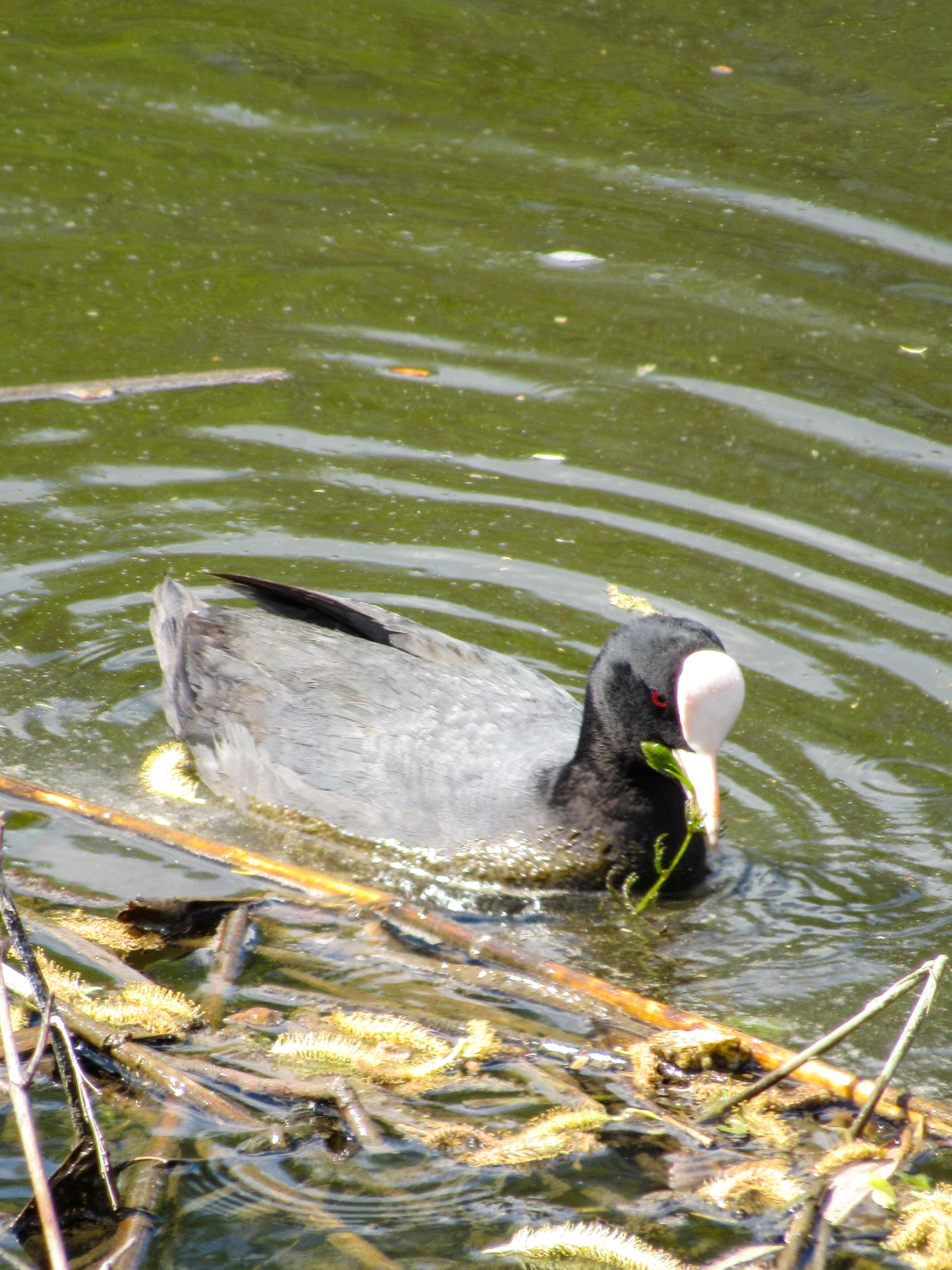
Лиска на річці Лопань у Харкові
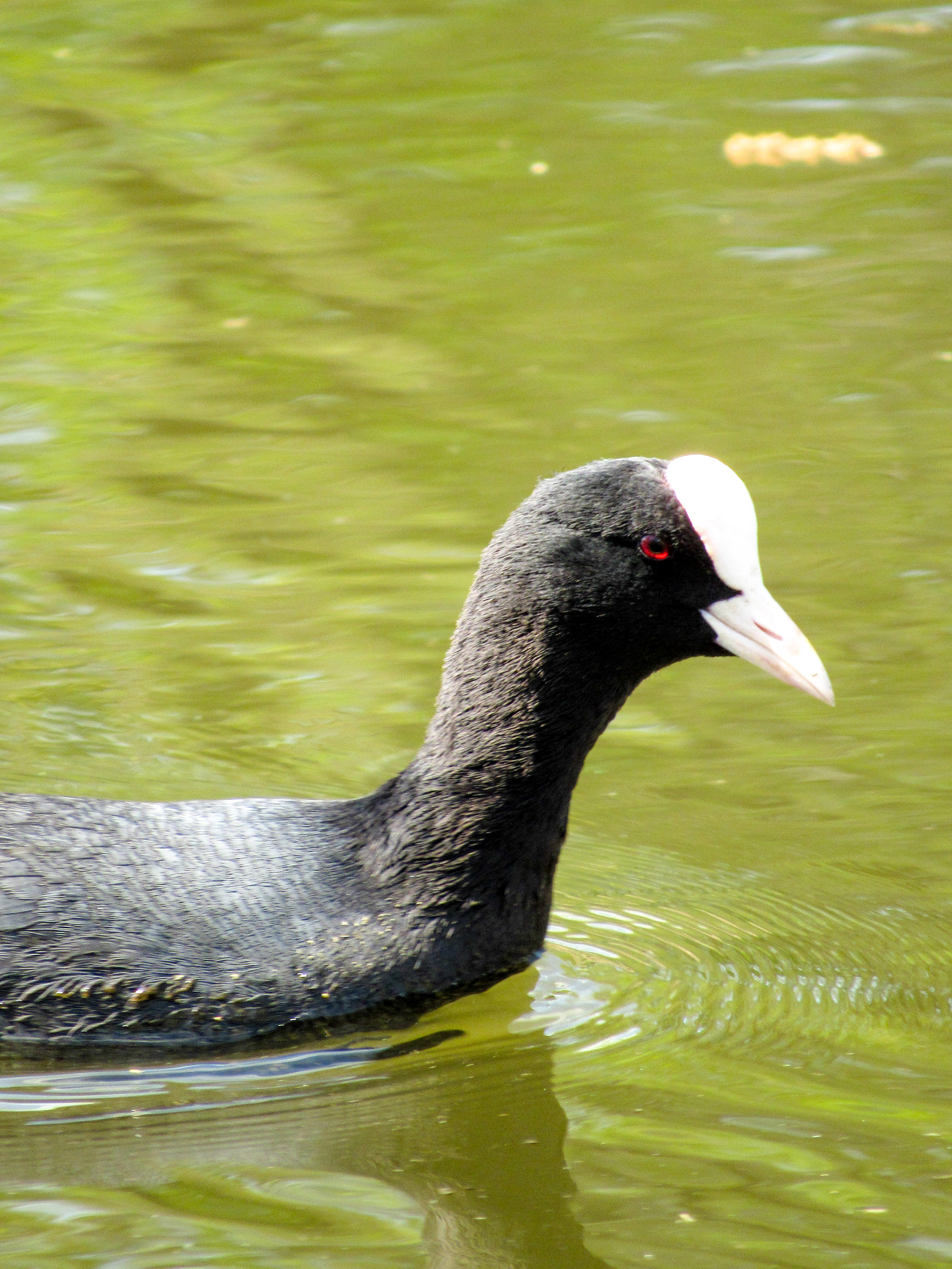
Голова лиски звичайної